# Podlesie (Pełczyska)
Podlesie – część wsi Pełczyska w Polsce, położona w województwie świętokrzyskim, w powiecie pińczowskim, w gminie Złota.
W latach 1975–1998 Podlesie administracyjnie należało do województwa kieleckiego.